# 嵯峨空哉
嵯峨空哉（1969年4月18日— ，本名：高桥香）是日本的女性游戏设计师。丈夫是《异度装甲》和异度传说系列的原作者高桥哲哉。旧姓是田中。游戏的署名之类使用这个名字。

## 经历
1991年，加入史克威尔。参与了《最终幻想V》、《最终幻想VI》（下简称FFV，FFVI）的制作。当时担任了FFVI的菲加洛兄弟的角色设定。与高桥哲哉结婚之后，在1996年以生产为契机退出公司。之后就一直作为自由职业者活动。
虽然和《异度装甲》与《异度传说：一部曲》的脚本有关系，但是到了《异度传说：二部曲》的时候，因为有新的导演新井考，制作阵容也做了交替，所以已经有的原案、脚本被采用了一部分后，正式的开发就没有再参与。另外在异度传说 Pied Piper的时候则不是正式工作，而是无偿的参与修改已经写好的脚本。

## 同人活动
绘画活动主要用了嵯峨栗生（Clio Saga）这个笔名。另外同人活动也用了嵯峨栗生的笔名，社团名为“伽羅嵯峨屋本舗”，（菲加洛之家），“碧玉要塞”，“SUGAR DADDY”等，涉及《Angelique》（安洁莉克）和《异度装甲》的女性向同人志（含有18禁）。有一段时期，在网站上使用了嵯峨花南（Kanan Saga）、09（Zero Nine）、So-Sa（そーさ）等多个笔名。嵯峨空哉是《异度传说》制作开始以后才使用的。官方网站（不时的转移过）上则有一些页面放有个人对《异度装甲》的意见。
因为是TV动画勇者王爱好者，网站上也有勇者王的内容（说是Mook的勇者王系列里面喜欢冰龙火龙之类）。另外也喜欢变形金刚，收集了汽车人标志的纹身。
不过，在同人界有人对她关于异度装甲的同人活动是否存在公私不分的问题表示质疑（同人活动后增加近似官方的Yaoi内容，把异度装甲的声音数据录在MD里面发布给部分爱好者之类）。改名为嵯峨空哉之后，网站上不再有和游戏作品相关的内容，也没有再继续同人活动。网站内有关于Monolith Soft成立的故事，从《异度传说：二部曲》的开发退下来的原委等等的记述。